# Jackie Chan
Jackie Chan, születési nevén Chan Kong-száng (Can Gong-saang) ( hallgat) (Hongkong, 1954. április 7. –) Oscar-életműdíjas hongkongi színész, harcművész, harckoreográfus, kaszkadőr, komikus, rendező, producer, forgatókönyvíró, énekes és vállalkozó.
Jackie hírnevét magas szintű harcművészi képzettsége mellett elsősorban akrobatikus harc- és kaszkadőrstílusa, komikus szerepei, improvizatív eszközhasználata és veszélyes kaszkadőrmutatványai alapozták meg. Az 1970-es évek óta szerepel a filmvásznon, több mint 100 filmben játszott már, valamint számos képregényt és videójátékot is mintáztak róla. Leghíresebb filmjei közé tartozik a Részeges karatemester, a Rendőrsztori, a Balhé Bronxban és a Csúcsformában. 2010-ben A karate kölyök című filmjét vetítették a mozik. Hazájában bevétel szempontjából legsikeresebb filmje a 2017-ben bemutatott Kung Fu jóga.
Csillagot kapott a Hollywood Walk of Fame-en (Hírességek sétányán) és a hongkongi Csillagok sugárútján. 2016-ban Életműdíjat kapott az amerikai Filmművészeti és Filmtudományi Akadémiától.
Aktívan foglalkozik énekléssel, számos popzenei albuma jelent meg, és több filmjének betétdalát is ő maga énekli. Sikeres üzletember, számos cég, többek között egy étteremlánc és egy mozihálózat tulajdonosa.
Gyakori magyar hangja Kassai Károly és Háda János.

## Gyermek- és fiatalkora
A hongkongi Victoria Peak-hegyen született, Charles és Lee-Lee Chan gyermekeként. A kínai polgárháború elől menekült szülők a Chan Kong-száng (Can Gong-saang) nevet adták fiuknak, ami azt jelenti, „Hongkongban született”. Családja páu páu (baau baau)nak (炮炮) azaz „ágyúgolyónak” becézte, annyira energikus gyerek volt. Szülei a francia konzulnak dolgoztak, így a kis Kong-sang gyermekévei jelentős részét töltötte a konzulátus környékén.
Kong-száng (Gong-saang), a későbbi Jackie, a Hongkong-szigeten található Nah-Hwa Általános Iskolában kezdte meg tanulmányait, de az első év végén megbukott, így szülei kivették. Amikor 1960-ban édesapja az ausztráliai Canberrába költözött, hogy az amerikai nagykövetség szakácsa legyen, a gyermeket beíratták Jű Cím-jűn (Jyu Zim-yjun) mester bentlakásos Kínai Dráma-akadémiájába, a hírneves „Pekingi operába”. Jackie a következő tíz évet rendszeres edzéssel töltötte, színjátszással, énekléssel, harcművészetekkel és akrobatikával foglalkozott. 元樓 Jűn Lau (Jyun Lau) (Yuen Lo) néven tagja volt az iskola legjobb diákjaiból álló, Hét Kis Szerencse nevű előadócsoportnak. Chan itt kötött barátságot Sammo Hunggal és Yuen Biaóval. Barátságuk nyomán a hármas később a „Három testvér” illetve a „Három Sárkány” néven lett ismert.
Nyolcévesen a Kis Szerencse-csoport többi tagjával együtt szerepelt a Big and Little Wong Tin Bar című filmben (1962), ahol 李丽华 Li Li-hua játszotta az édesanyját. Egy évvel később Chan ismét Livel szerepelt a The Love Eterne című filmben, majd 1966-ban King Hu Come Drink with Me című filmjében kapott kisebb szerepet. 1971-ben leszerződött Chu Mu Great Earth Film Company nevű cégéhez. 17 évesen Bruce Lee Tomboló ököl és A sárkány közbelép című filmjeiben kaszkadőrként dolgozott Chan Jűn-lung (Can Jyun Lung) (陳元龍) néven. 1973-ban kapta első főszerepét a Little Tiger of Canton című produkcióban, melyet Hongkongban mutattak be. Első filmes próbálkozásainak kereskedelmi sikertelensége miatt, és mert nem talált kaszkadőrmunkát sem, 1975-ben egy „felnőttfilmben” (All in the Family) játszott. Ez volt Jackie Chan első és egyetlen olyan filmje, ahol meztelen szexjelenetben vett részt, és az egyetlen, melyben nem volt verekedés vagy kaszkadőrjelenet. Chan úgy nyilatkozott, a korabeli felnőttfilmek sokkal konzervatívabbak voltak, és nem tartja nagy dolognak, hogy levetkőzött, mert „még Marlon Brando is meztelenkedett a filmjeiben.” A filmet eredetileg vígjátékként kategorizálták.
Chan 1976-ban csatlakozott a szüleihez Canberrában, ahol egy ideig a Dickson Főiskola hallgatója volt, majd építkezéseken dolgozott. Az egyik építőmunkás, Jack vette szárnyai alá, ami miatt a többiek a „kis Jack” becenevet ragasztották rá. Később a becenév Jackie-vé rövidült, majd a Jackie Chan név rajta maradt. Az 1990-es években Chan megváltoztatta kínai nevét Fong Szí-lung (Fong Si-lung)ra (房仕龍), mivel édesapja eredeti vezetékneve Fong volt.

## Pályafutása

### Korai évek: 1976–1979
1976-ban Jackie Chan táviratot kapott Willie Chan hongkongi filmproducertől, akit lenyűgözött Jackie kaszkadőrmunkája. Willie Chan főszerepet ajánlott a színésznek Ló Vaj (Lo Wai) következő filmjében. Ló (Lo) látta Jackie-t John Woo A halál keze című 1976-os filmjében és egy második Bruce Leet akart faragni belőle Szuperöklű fúria című alkotásában. Művésznevét Ching Lung (Cing Lung)ra (成龍) („Légy a Sárkány”) változtatták, hogy Bruce Lee-hez való hasonlóságát hangsúlyozzák, Lee művészneve ugyanis Léj Szíu-lung (Lei Siu-lung) (李小龍), „Kis Sárkány” volt. A film nem hozott átütő sikert, főképp mert Chan nem volt hozzászokva Lee harcstílusához. A bukás ellenére Ló Vaj (Lo Wai) több hasonló témájú filmet is készített, melyek ugyancsak kevés pénzügyi sikert arattak.
Chan első sikerét az 1978-as A kobra című alkotással aratta, melyet akkor forgatott, amikor kölcsönbe adták a Seasonal Film Corporation stúdiónak két film erejéig. Jűn Vó-pheng (Yuen Woo-ping) rendező irányítása alatt Jackie Chan szabad kezet kapott a kaszkadőrmutatványok kidolgozásában. A film létrehozta a komikus kungfu műfaját és a hongkongi közönség rajongott érte. Az igazi átütő sikert azonban a Részeges karatemester hozta meg számára.
Mikor Chan visszatért Ló Vaj (Lo Wai) stúdiójához, a rendező megpróbálta megismételni a Részeges karatemester sikerét a Félmaréknyi Kung-fu és A kung-fu szelleme című filmekkel. Chan megkapta a lehetőséget, hogy társrendezője lehessen a Rettenthetetlen hiéna című filmnek. Mikor Willie Chan otthagyta a stúdiót, azt tanácsolta Jackie-nek, hogy döntse el, szeretne-e továbbra is Ló Vaj (Lo Wai)jal dolgozni. A Rettenthetetlen hiéna II. forgatása alatt Chan felbontotta a szerződését és a Golden Harvesthez ment át, mire Ló (Lo) a triádokkkal fenyegette meg a színészt. A vitát végül Jimmy Wang Yu színész-rendező segítségével simították el, s Chan maradhatott a Golden Harvestnél.

### Az akcióvígjátékok sikerkorszaka: 1980–1987
Willie Chan Jackie menedzsere és jó barátja volt, közel harminc éven át. Hatalmas szerepe volt Chan nemzetközi karrierjének elindításában, az amerikai piacra való betörésében az 1980-as években. Az első hollywoodi produkciója a Jackie Chan: Bunyó a javából volt 1980-ban. Ezután egy kisebb szerepet kapott az Ágyúgolyó futam című vígjátékban, mely 72 millió dollárnyi bevételt hozott Amerikában. Bár a közönség számára Chan elhalványult olyan sztárok mellett, mint Burt Reynolds, Chan számára a film egy későbbi tradíció kiindulópontja lett: miután látta, hogy a film végén bemutattak pár kivágott jelenetet, Jackie elhatározta, hogy saját filmjeinél is alkalmazni fogja ezt a technikát, hogy megmutassa a nézőknek, mennyi gyakorlás kell és milyen veszélyeket rejt egy-egy akciójelenet forgatása.
A The Protector című filmjének 1985-ös bukása után Chan egy időre felhagyott azzal, hogy megpróbáljon betörni az amerikai piacra és újra hongkongi filmekre kezdett koncentrálni.
Közben Chan egyre nagyobb sikereket mondhatott magáénak szülőföldjén, filmjeit egyre több helyen vetítették, és elkezdte meghódítani a japán piacot is, kezdve az 1980-as The Young Master, valamint az 1982-es The Dragon Lord (龍少爺 Lung szíu je (Lung siue je)) című filmekkel. A The Young Master megdöntött minden eladási rekordot Hongkongban, és igazi sztárrá emelte Chant. A BBC DVD-értékelése szerint a film „örökre megváltoztatta a harcművész-akciófilmek arculatát.”
Chan régi iskolatársaival, Sammo Hunggal és Yuen Biaóval számos akcióvígjátékot forgatott. Először az A nagy balhé (Project A; ’A’ 计划’A’ Kaj vá (’A’ gai waa)) című 1983-as produkcióban szerepeltek együtt, ami a Hong Kong Film Awards Legjobb akció-koreográfia (Best Action Design) díját is elnyerte. A hármas később újra együtt forgatott a Gördülő kung-fu és az eredeti Vigyázat nyomozunk!-sorozatban. 1985-ben Chan elkészítette az első Rendőrsztorit, melyet az amerikai filmipar inspirált, és melyben Chan maga végezte az összes kaszkadőrmutatványt. Jackie Chan a rendezői képességeit is megmutatta a filmben. Phil Mils, a Far East Films kritikusa szerint a Rendőrsztori a hongkongi filmművészet csúcspontját jelenti és megmutatja miért Jackie Chan a legnagyobb akcióhős a világon. A Montreal Film Journal szerint nem ez Chan legjobb filmje, de „tagathatatlan, hogy [Chan] kiváló előadó, a film pedig nagyszerű szórakozást nyújt.” A film az 1986-os Hongkongi Filmfesztiválon elnyerte a legjobb film díját. Chan 1987-ben forgatta jegyeladás tekintetében legsikeresebb filmjét, az Istenek fegyverzetét, melyben egy Indiana Joneshoz hasonló szereplőt alakított. A film több mint 35 millió hongkongi dollárt jövedelmezett.

### Folytatások és hollywoodi áttörés: 1988–1998
1988-ban Jackie Chan, Sammo Hung és Yuan Biao elkészítették utolsó közös filmjüket, a Dragons Forever-t (Fei lung maang jeung). A filmet Hung Corey Yuennel közösen rendezte, a főgonoszt pedig 元華 Jűn Vá (Jyun Waa) (Yuen Wah) alakította – mindketten a Kínai Drámaakadémia növendékei voltak.
Az 1980-as évek végén és az 1990-es évek elején Chan egy sor sikeres folytatást készített korábbi filmjeihez, kezdve A rendőrsztori folytatódik című alkotással, mely elnyerte az 1989-es Hong Kong Film Awards Legjobb akció-koreográfia díját. Ezt 1991-ben az Istenek fegyverzete 2.: Kondor hadművelet, majd 1992-ben a Rendőrsztori 3. követte. Utóbbiért Chan elnyerte a Golden Horse Film Festival legjobb színésznek járó elismerését. 1994-ben Chan elkészítette a Részeges karatemester második részét, mely felkerült a Time magazin minden idők 100 legjobb filmjét bemutató listájára. A negyedik rész, a Police Story 4: First Strike – melyet külföldön Jackie Chan's First Strike, Magyarországon Jackie Chan: Első csapás néven hoztak forgalomba – Hongkongban további sikereket és díjakat hozott Chan számára, külföldön azonban nem aratott akkora sikert. Az 1990-es években Chan újra fontolóra vette Hollywood meghódítását, de az első ajánlatokat, melyek rosszfiú-szerepet osztottak volna rá, elutasította, hogy elkerülje a későbbi beskatulyázást. Egy interjúban elmondta, hogy elutasította rosszfiú-szerepet egy Michael Douglas-filmben és a Rambo 4-ben, mert „Ázsiában sok gyerek nézi” a filmjeit, illetve egyszer Hongkongban elutasították az egyik forgatókönyvét, amelyben a gonosz szerepében egy nőt kellett volna megvernie (a forgatókönyvet teljesen át kellett írniuk). Egy másik Sylvester Stallone-film, A Pusztító rosszfiú-szerepét is elutasította, így végül Wesley Snipes lett a főgonosz.
Az amerikai áttörést végül az 1995-ös Balhé Bronxban jelentette, olyan ikonstátuszt hozva számára, mely igen ritka volt a hongkongi filmsztárok esetében. A film sikerét látva a New Line Cinema kiadta a Rendőrsztori 3-at az USA-ban Supercop címmel, ami összesen 16 millió dollárt jövedelmezett. Az első igazi kasszasiker filmje az Egyesült Államokban az 1998-as Csúcsformában lett, melyben partnere Chris Tucker volt. A film 130 millió dolláros bevételt eredményezett csak az USA-ban, világszerte pedig összesen 244 millió dollárt hozott. 2010 júliusával bezárólag a Csúcsformában a New Line Cinema kilencedik legsikeresebb filmjének számít (a Csúcsformában 2. pedig a negyedik legsikeresebb, A Gyűrűk Ura-sorozat három epizódja után). A film hollywoodi sztárt faragott Jackie Chanből, aki kapva az alkalmon megírta önéletrajzát I Am Jackie Chan címmel, mely Magyarországon Íme, Jackie Chan címmel jelent meg 1999-ben.

### Drámai váltás: 1999–2007
1998-ban Jackie Chan elkészítette az utolsó filmjét a Golden Harvest stúdió szárnyai alatt Jackie Chan: Az elveszett zsaru címmel. Miután 1999-ben távozott a Golden Harvesttől, egy romantikus vígjátékban, a Jackie, a szépfiúban szerepelt, mely leginkább a főszereplők közötti kapcsolatra koncentrált. Ez után 2000-ben elkészült a Jackie Chan Stuntmaster nevű PlayStation-videójáték, melyhez hangját is kölcsönözte, valamint digitálisan rögzítették a mozgását is a játékhoz.
A Jackie Chan: Új csapás (Owen Wilsonnal és Lucy Liuval), a Csúcsformában 2., a Jackie Chan: Londoni csapás és A medál (Claire Forlanival) sikere ellenére Chant elkezdte frusztrálni a hollywoodi szerepek behatároltsága, valamint, hogy csupán korlátozott ellenőrzéssel rendelkezhetett a film készítése fölött.
2003-ban a Golden Harvest megszüntette a filmgyártási tevékenységét, ekkor Chan úgy döntött, saját produkciós céget hoz létre JCE Movies Limited (Jackie Chan Emperor Movies Limited) néven az Emperor Multimedia Grouppal (EMG) közösen. Új filmjeiben egyre több lett a drámai jelenet, de a kasszasiker sem maradt el: az Újabb rendőrsztori, a Jackie, a legenda, valamint a Jackie Chan: Rob-B-Hood jó példák erre.
2007-ben a Csúcsformában 3. 255 millió dolláros bevétellel zárt. Hongkongban azonban rosszul fogadták a filmet, a kínai hatóságok be is tiltották politikailag „inzultáló” tartalma miatt (a film a kínai alvilággal foglalkozik).

### Kísérletezés és stílusváltás: 2008-tól

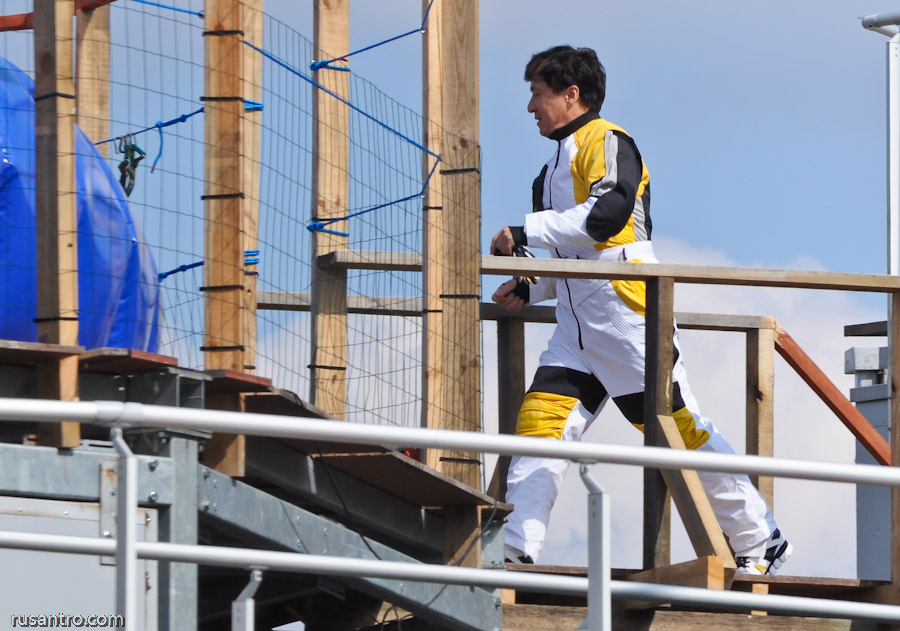
Jackie Chan 2012-ben az Istenek fegyverzete 3. forgatásán

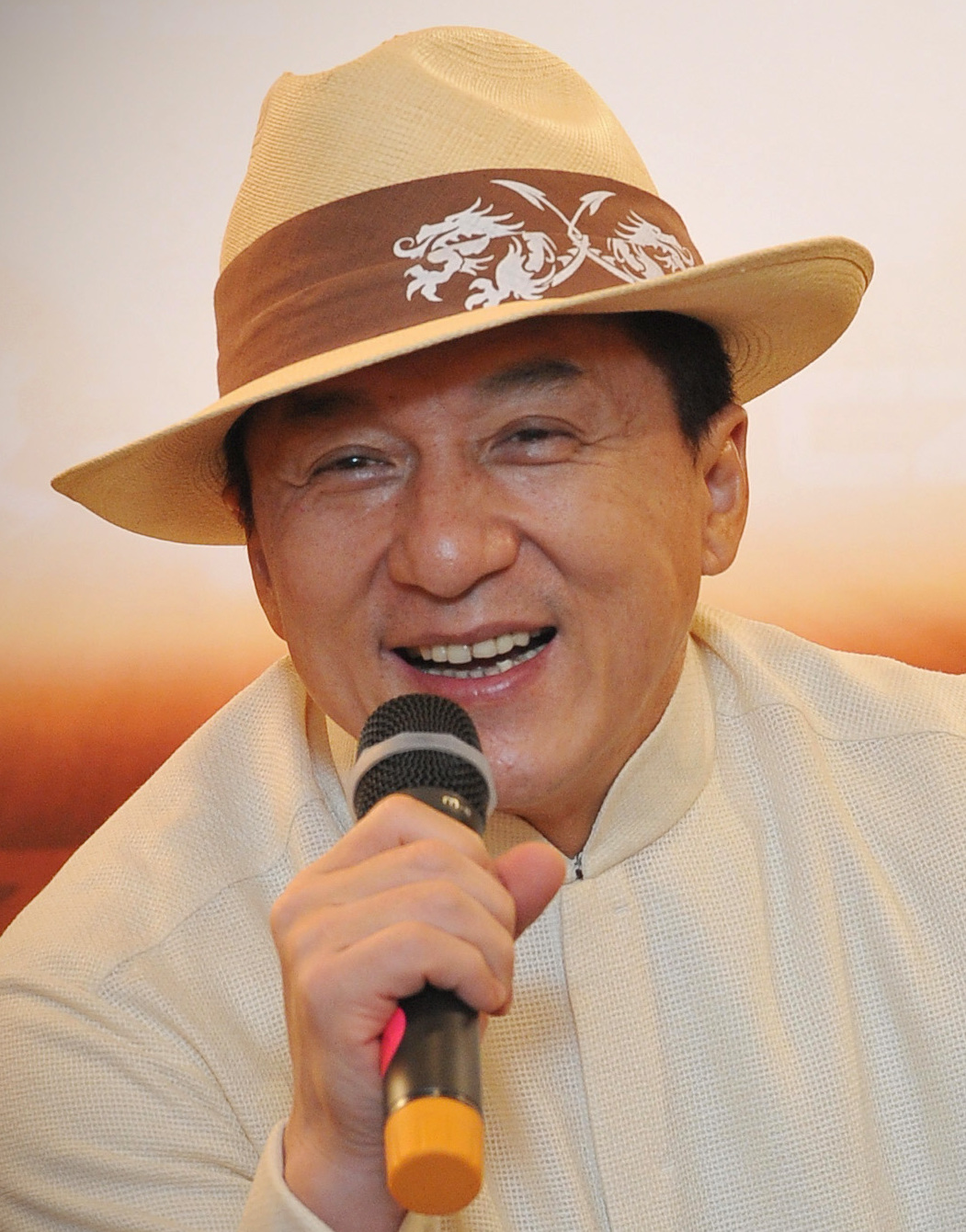
Jackie Chan 2012-ben

Chan úgy érezte, eljött az ideje, hogy megújuljon és kipróbálja magát többféle műfajban is. 2007-ben elkezdett dolgozni A tiltott királyság című nagyszabású filmen, amiben először szerepelt együtt a másik kínai akcióklasszissal, Jet Livel. A Kung Fu Panda című animációs DreamWorks-filmben Majomnak kölcsönözte a hangját, olyan sztárok mellett, mint Dustin Hoffman és Angelina Jolie. 2008-ban Anthony Szeto Wushu című filmjénél tanácsadóként működött közre.
Chan 2007 novemberében kezdte forgatni a Leszámolás Tokióban című filmjét, melyben nincsenek harcművészeti jelenetek, és melyben Chan egy Japánban élő kínai bevándorlót alakít. Chan hivatalos blogján közölte, hogy szeretne újra rendezői székbe ülni, amire már jó ideje nem volt alkalma. A tervek szerint Az istenek fegyverzete harmadik részét rendezné, a forgatások 2008. április 1-jén kezdődtek volna. Jelenleg nem tudni, hogy a projekt megvalósul-e. Chan Új-Mexikóban forgatta következő filmjét, a Kém a szomszédbant, melyben egy álcázott kémet alakít, akit felfednek, míg a barátnője gyerekeire vigyáz.
2009. június 22-én Chan elkezdte forgatni A karate kölyök című filmet, a híres 1984-es Karate kölyök mintájára, melyben partnere Jaden Smith, Will Smith fia. A filmet az Egyesült Államokban 2010. június 11-én mutatták be, Magyarországon 2010. szeptember 2-án került a mozikba szinkronizálva. 2011. szeptember 23-án mutatták be Chan 100. filmjét, az 1911-et, mely a Hszinhaj forradalom (Xinhai forradalom)ról szól. 2012 decemberében az Istenek fegyverzete 3. (Chinese Zodiac) címmel került a mozikba akciófilmje, melyet maga rendezett.
2013-ban Chan a Police Story 2013 című akciófilmben játszott, mely a korábbi Rendőrsztori-történetek folytatása. 2015-ben John Cusack és Adrien Brody mellett szerepelt A sas és a sárkány című filmben, melyet a filmtekercs.hu „hollywoodias ízekkel átszőtt nagyszabású, de dögunalmas történelmi filmnek” nevezett. Ugyanebben az évben Malajzia datuk tiszteleti címet ajándékozott a színésznek a maláj turizmus elősegítéséért. 2016-ban a Skiptrace – A zűrös páros című akcióvígjátékban egy komor, megszállott nyomozót alakított, majd A vonatrablás című filmben a japán megszállás ellen lázadó vasúti munkás bőrébe bújt.
2017-ben Chan a Kung Fu jóga című kínai–indiai koprodukciót készítette el, mely a színész legnagyobb bevételt elért filmje Kínában, és egy ideig vezette az abszolút toplistát is. Ugyanebben az évben mutatták be Az idegen című filmjét, ahol Pierce Brosnan játszott mellette. A film Stephen Leather The Chinaman című regénye alapján készült. Szintén 2017-ben került a kínai mozikba a Vérző acél című kínai–ausztrál koprodukció, mely egy cyberpunk sci-fi. Amerikában 2018-ban mutatták be.
2019 februárjában mutatták be a Knight of Shadows: Walker Between Halfworlds című fantasyt, melyben Chan egy démonvadászt alakít. 2019 augusztusában került a kínai mozikba az orosz–kínai koprodukcióban készült A sárkánypecsét rejtélye című film.

## Kaszkadőrmutatványok
Jackie Chan maga végzi a kaszkadőrmutatványok többségét a filmjeiben. Elmondta, hogy a komikus kaszkadőrmutatványok inspirálója Buster Keaton volt, akiről közismert volt, hogy maga végzi a mutatványokat. Az akció-koreográfiát a Jackie Chan Stunt Team készíti 1983 óta; Jackie minden filmjében ők szerepelnek, így könnyebb a koreográfiák készítése és kivitelezése, mivel minden kaszkadőr képességét jól ismeri. Chan és kaszkadőrei veszik át a színészek helyét a veszélyes jelenetekben, melyeket úgy vesznek fel, hogy a kaszkadőr arcát ne lehessen kivenni.
A kaszkadőrmutatványok veszélyes volta miatt Channek nehéz biztosítást szereznie a filmjeire, különösen az Egyesült Államokban, ahol a kaszkadőr munkáját szerződésben korlátozzák. Chan 2013-ban Guinness-rekorder lett, ő „a legtöbb kaszkadőrjelenetet bemutató élő színész” (több mint 100 filmben). Egy másik furcsa rekordot is tart: a Dragon Lord című film egyik komplex akciójelenetét 2900-szor vették fel.
Chan számtalanszor megsérült már a forgatásokon, e jelenetek egy részét a filmek végén meg is lehet tekinteni. Az Istenek fegyverzete forgatásán került a legközelebb a halálhoz, amikor leesett egy fáról és betörte a koponyáját. Szinte nincs olyan testrésze, ami ne sérült volna meg: sikerült eltörnie a medencéjét, az ujjait, a lábujjait, az arccsontját, a csípőjét, a szegycsontját, a bokáját és az összes bordáját, többször is. A Balhé Bronxban egyik poszterverzióján reklámozták is Chan kaszkadőrtudását, kijelentve, hogy No Fear. No Stuntman. No Equal. („Nem fél. Nincs kaszkadőre. Nincs párja.”)

## Szerepei

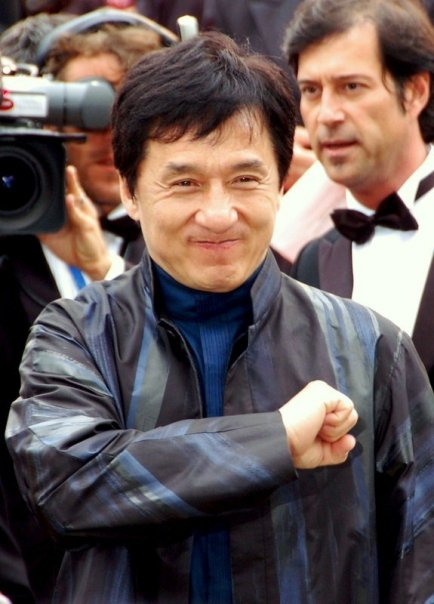
Jackie Chan a 2008-as cannes-i fesztiválon

Jackie Chan úgy alkotta meg filmjei fő karakterét, hogy válaszként szolgáljon Bruce Lee karakterére, valamint a számos Lee-imitátorra, akik már a sztár halála előtt is utánozni próbálták Lee-t a vásznon. A Lee alakította szereplők általában szigorúak, magas morális érzékkel rendelkező, túlzottan becsületes, ám agresszív, ideges és korlátokat nem ismerő, kegyetlen figurák voltak, ezzel szemben Chan a jóakaratú, kissé bolondos, átlagos ember megformálója, aki gyakorta függ családjától, barátaitól, szerelmeitől, de a végén minden akadály ellenére is győzni tud. Chan úgy alkotta meg szereplőit, hogy még csak véletlenül se hasonlítsanak Bruce Lee-re. A Csúcsformában-sorozat sikere ellenére Chan kijelentette, hogy nem kedveli saját amerikai alkotásait, mert nem kielégítőek a harcjelenetek és mert nem érti az amerikai humort. Chan gyakorta nyilatkozza, hogy az amerikai filmjei „rosszak”, mert úgy véli, a kínai közönség nem élvezné őket, ezért inkább nem mond jót a filmekről, nehogy a kínai közönség a moziba beülve csalódjon. Chan azt is kijelentette, hogy a hollywoodi produkciókat főképp a gázsi miatt vállalja el, hogy az ezzel keresett pénzből olyan kínai projektekkel foglalkozhasson, amelyek igazán érdeklik.
Chan belefáradt, hogy akcióhősként kategorizálták, így egyre több filmjében helyez nagyobb hangsúlyt az érzelmekre. A Jackie Chan: Újabb rendőrsztoriban (2004) egy olyan rendőrt alakít, aki alkoholizmusban szenved és meggyilkolt kollégáit gyászolja. Az általános „jófiú”-szerepből kibújva a 2006-os Jackie Chan: Rob-B-Hood című alkotásban az antihős bőrébe bújt: Thongst alakította, egy pitiáner rablót, aki megszállott szerencsejátékos.

## Televíziós munkái

Jackie Chan animált képmása (balra) a rajzfilmsorozatban

1999-ben Chan elkészítette a Jackie Chan: Akcióban (Jackie Chan: My Stunts) című dokumentumfilmet, melyben az összetett kaszkadőrmutatványok kulisszatitkait mutatta meg. A filmben megszólalnak a Jackie Chan Stunt Team tagjai és Chan családtagjai is. 2000-ben Jackie Chanről rajzfilmfigurát mintáztak, a sorozat 2005-ig volt műsoron Jackie Chan kalandjai (Jackie Chan Adventures) címmel Chan a sorozat producere is volt. 2008-ban Chan egy valóságshow, a The Disciple (龍的傳人, „A tanítvány”) házigazdája és producere volt. A show-műsor célja egy olyan új, harcművészetekben jártas sztár felfedezése volt, aki Chan helyébe léphet. A versenyzőket Alan Wu és Ho csün (He Jun), a Jackie Chan Stunt Team tagjai készítették fel a különféle próbákra, melyek között volt robbantás, drótkötélen függés, fegyveres küzdelem, autós üldözés, búvárjelenetek és akadálypálya is. Az állandó zsűritagok Ho Ping (He Ping), Vu Jüe (Wu Yue) és Cseng Pej-pej (Zheng Pei Pei) voltak. Meghívott zsűriként szerepelt Stanley Tong, Sammo Hung és Yuen Biao. A végső 16 versenyzőt 2008. április 5-én választották ki, a döntőt pedig 2008. június 26-án tartották, a vendégek között volt Tsui Hark, John Woo, Vu Szi-jüan (Wu Si-yuan) és Jü Zsung-kuang (Yu Rong-guang) is. A verseny győztese Jack Tu (Tu Seng-cseng (Tu Sheng Cheng)) lett, aki három filmben (Speedpost 206, Won't Tell You és Tropical Tornado) szerepelhet majd, ezek közül az egyiket Chan írta, és mindhármat Chan produkciós cége készíti. Mind a 16 versenyző lehetőséget kap, hogy a filmek valamelyikén dolgozzon, vagy hogy csatlakozzon a Jackie Chan Stunt Team-hez.

## Zenei pályafutása
- You Cai HuaJackie Chan a Jackie Chan: A katona című film népdal-ihlette betétdalát énekli.

Nem tudod lejátszani a fájlt?
Jackie Chan az iskolai évei alatt énekórákat is vett. Az 1980-as években kezdett el lemezeket készíteni, melyekkel sikert aratott Hongkongban és Ázsiában. 1984 óta több mint 20 albumot adott ki, énekelt kantoni, mandarin, japán, thai és angol nyelven. Gyakorta énekel betétdalokat filmjeihez is. Első felvétele a Kung Fu Fighting Man volt, mely a The Young Master (1980) című filmje végén hallható. Legalább tíz ilyen felvétel szerepel filmzenei albumokon is. A kantoni nyelven előadott Egy hős története (英雄故事) című dalát, mely a Rendőrsztori főcímdala volt, a hongkongi rendőrség 1994-ben felhasználta egy toborzóreklámhoz.
1998-ban Chan a hangját kölcsönözte a Mulan című animációs Walt Disney-film kínai szinkronjában Shangnak, valamint az I'll Make a Man Out of You című dalt is felénekelte a filmzenei album Kínában kiadott változatára. 2007-ben Chan kiadta a We Are Ready című dalt, mely a 2008-as nyári olimpiáig hátra lévő egy év hivatalos visszaszámláló-dala volt. Egy nappal az olimpia megnyitóünnepsége előtt jelent meg Jackie Chan Official Album for the Beijing 2008 Olympic Games – Jackie Chan's Version című albuma, melyen különleges vendégek is helyet kaptak. Chan és Andy Lau, Liu Huan, valamint Emil Chau adta elő a Hard to Say Goodbye című dalt az olimpia záróünnepségén.

## Kialakított kép és ikonstátusz

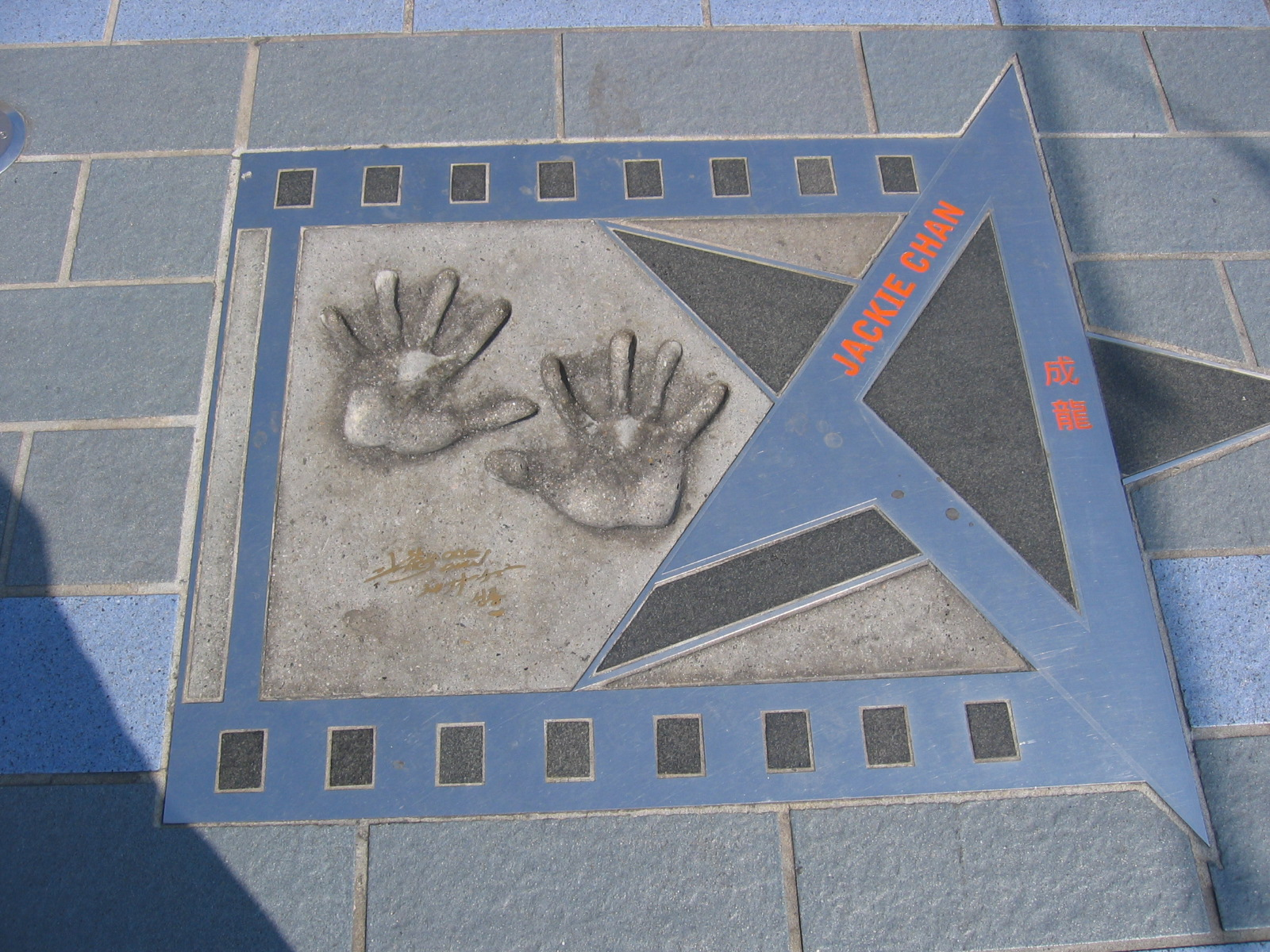
Chan csillaga a hongkongi Csillagok sugárútján

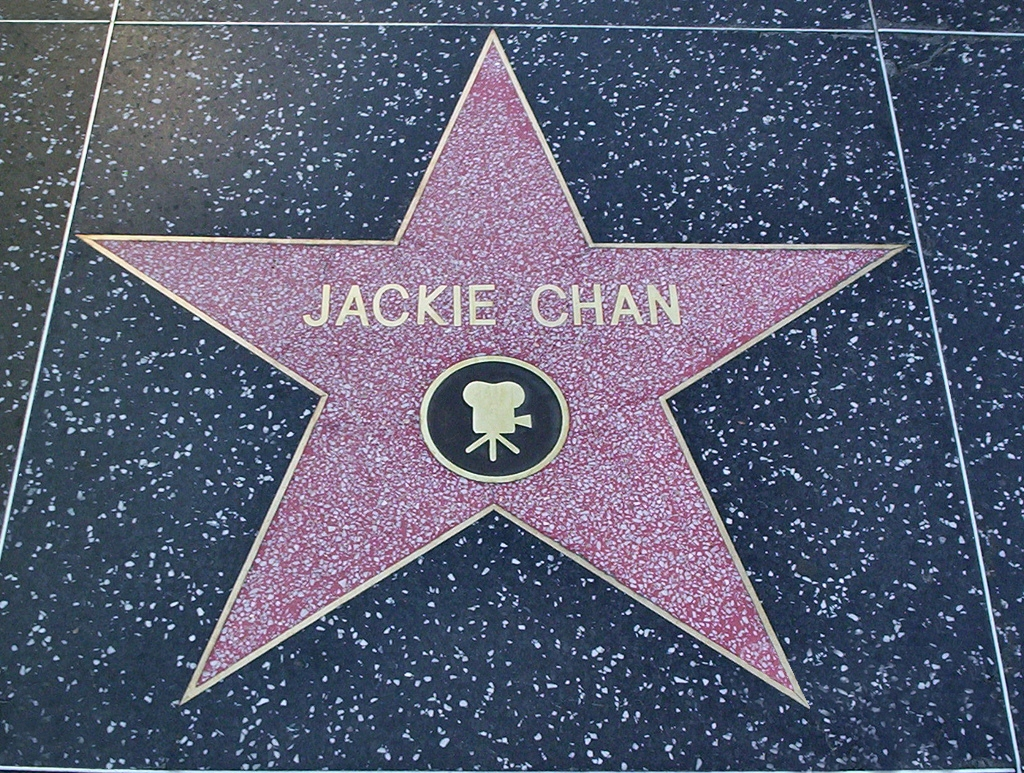
Jackie Chan csillaga a hírességek hollywoodi sétányán

Jackie Chan számos elismerést kapott a pályafutása során, például több koreográfusi innovátor-díjat az American Choreography Awards jóvoltából és egy életműdíjat a kaszkadőröket elismerő Taurus World Stunt Awardstól.
A hírességek hollywoodi sétányán és a hongkongi Csillagok sugárútján is van egy-egy csillaga. A kasszasikerek ellenére Chan amerikai filmjeit rendre kritika éri az akciójelenetek koreográfiája miatt. A Csúcsformában 2., A Szmokinger és a Jackie Chan: Londoni csapás kritikusai szerint Chan akciójeleneteit letompították, kevésbé intenzívnek találták őket a színész korábbi filmjeihez viszonyítva. A filmjei komédiai értékét is megkérdőjelezték, rávilágítva, hogy néhol igen gyerekes a humor.
Jackie Chan ikonstátuszú sztár, akiről dalok is születtek (Ash: Kung Fu, Heavy Vegetable: Jackie Chan Is a Punk Rocker, Leehom Wang: Long Live Chinese People, Frank Chickens: Jackie Chan); utaltak rá a Celebrity Deathmatch-ben és a Family Guyban. Harcművészete inspirálta Akira Torijamát a Dragon Ball című animációs sorozat megalkotásakor, és Chan harcstílusáról mintázták az Atlantisz – Az elveszett birodalom című 2001-es Disney-animációban a főszereplő Milo mozdulatait a végső csatában. Róla mintázták a Tekken című videójáték Lei Wulong nevű szereplőjét és a Hitmonchan nevű Pokémont.
Ezen felül számos videójátékban szerepeltették Jackie Chant, a Stuntmaster előtt már volt saját videójátéka a színésznek Jackie Chan's Action Kung Fu címmel, melyet 1990-ben adtak ki PC-Engine-re és NES-re. 1995-ben Jackie Chan The Kung-Fu Master címmel jelent meg videójáték. A japán Pony számos Chan-film videójáték-változatát is kiadta (Project A, Project A 2, Rendőrsztori, The Protector, Gördülő Kung-fu) Channek szponzorszerződése van a Mitsubishi Motorsszal, így számos filmjében Mitsubishi típusú autókat használnak. Az autógyár kiadott egy, Chan nevét viselő limitált sorozatot a Mitsubishi Lancer Evolution utcai sportkocsiból, melynek kialakításában Chan személyesen is részt vett.
Chan mindig is szeretett volna példakép lenni a gyerekek számára, ezért sokáig visszautasította a gonosz szerepét és szinte soha nem használ erős káromkodást a filmjeiben; a Csúcsformában című film rendezőjével például voltak vitái emiatt. Chan úgy nyilatkozott, a legnagyobb hiba, amit valaha elkövetett az, hogy nem helyezett kellő hangsúlyt a tanulásra. Emiatt oktatási intézményeket hozott létre szerte a világon, például a Jackie Chan Science Centre-t az Ausztrál Állami Egyetemen és számos általános iskolát Kína szegényebb tartományaiban.
Chan a hongkongi önkormányzat szóvivője. Egy önkormányzati reklámkampányban például a város tisztán tartásának fontosságára hívta fel a figyelmet, mivel a szemetelés hosszú idő óta óriási gondot okoz Hongkongban. Egy, a nacionalizmust propagáló reklámfilmben pedig a Kínai Népköztársaság himnuszára adott rövid magyarázatot. Részt vett a hongkongi Disneyland 2005-ös megnyitásán Chow Yun-fattel. Az Egyesült Államokban Arnold Schwarzeneggerrel együtt a szerzői jogsértések ellen készült reklámban szerepelt, majd a Los Angeles-i seriffirodát támogatta, bátorítva az embereket, különösképpen az ázsiai bevándorlókat, hogy jelentkezzenek rendőrnek.
2008 júliusában Sanghajban elkezdtek építeni egy múzeumot a tiszteletére, mely The Jackie Chan Film Museum néven nyílt meg.
2015-ben egy reklámfilmben általa használt felkiáltás alapján új szót, illetve írásjegyet alkottak meg a kínai internetezők. A tuang (duang) népszerű internetes mémmé vált Kínában.

## Vállalkozások és jótékonyság
A JCE Movies Limited nevű filmes produkciós cégén kívül Jackie Chan társtulajdonosa a JC Group China, Jackie & Willie Productions (Willie Channel) és a Jackie & JJ Productions cégeknek is.
A hongkongi Sparkle Roll Group Ltd.-vel közösen Chan 2010 februárjában nyitotta meg a Jackie Chan Theater International mozihálózat első moziját, a Jackie Chan-Yaolai International Cinemát, melyről azt állítják, hogy Kína legnagyobb mozikomplexuma, 17 vetítőteremmel és 3500 fős befogadó-képességgel. 2010 során 15 másik mozit akarnak megnyitni Pekingben, Sanghajban és Kantonban és összesen 65 mozit terveznek nyitni szerte az országban.

2004-ben Chan bemutatta saját divatmárkáját, melyen kínai sárkányt mintázó logó és vagy a Jackie név, vagy a JC kezdőbetűk szerepelnek. Ezen felül van egy szusiétterem-hálózata, a Jackie's Kitchen, éttermekkel szerte Hongkongban, hét étteremmel Dél-Koreában és eggyel Hawaiin, egy újabbat pedig Las Vegasban tervez nyitni. A Jackie Chan's Cafe nevű kávéházlánca Pekingben, Szingapúrban, Kuala Lumpurban és a Fülöp-szigeteken is jelen van. Ezen felül társtulajdonosa a Jackie Chan Signature Club fitnessklub-hálózatnak, de árulnak a nevével fémjelzett csokoládét, süteményt és zabból készült kekszet is. Chan szeretné bővíteni az üzleteit saját márkájú bútorral, konyhai eszközökkel és szupermarket-hálózattal is. Üzleti bevételei egy részét jótékonyságra fordítja.
Chan 2004 óta az UNICEF jószolgálati nagykövete, felszólalt a természetvédelem mellett és az állatkínzások ellen, számos természeti katasztrófa után segített pénzt gyűjteni a károsultak javára, többek között a kínai árvizek és a 2004-es indiai-óceáni cunami után is. 2006 júniusában bejelentette, hogy halála után vagyona felét jótékonysági célokra hagyja, Warren Buffett és Bill Gates példájából kiindulva. 2008. március 10-én Chan részt vett a canberrai Ausztrál Nemzeti Egyetemen a Jackie Chan Science Centre felavatásán.
Jackie Chan a Mentsük meg Kína tigriseit kampány támogatói közé tartozik. A kampány célja, hogy a kihalófélben lévő dél-kínai tigriseket tenyésszék, majd kiengedjék őket a vadonba.
A 2008-as szecsuani földrengés után Chan 1,4 millió dollárt adományozott a rászorulók megsegítésére, és elhatározta, hogy filmet készít a földrengésről, melynek bevételeivel is a túlélőket segítené.
Chan két alapítványt is működtet, az egyik a The Jackie Chan Charitable Foundation, mely ösztöndíjat ajánl tehetséges fiataloknak, egészségügyi segélyt nyújt és katasztrófahelyzetekben is segít. A The Dragon's Heart Foundation több tucat iskolát építtetett, oktatási segédeszközökkel, ruhaneműkkel támogatják a szegényebb régiókban élő gyerekeket, valamint külön programjuk van az idősek megsegítésére.

## Ellentmondások
2004. március 28-án egy sanghaji sajtókonferencián Chan a 2004-es tajvani elnökválasztások során Csen Suj-pien (Chen Shui-bian) és Annette Lu újraválasztását „a világ legnagyobb viccének” minősítette. Chan megjegyzését Parris Chang, az akkor hatalmon lévő tajvani Demokratikus Progresszív Párt tagja elítélte és felszólította hazája kormányát, hogy válaszképpen tiltsák be Jackie Chan filmjeit és tagadják meg tőle a belépést Tajvanra. Amikor 2008. június 18-án Chan egy jótékonysági eseményre érkezett Tajvanra, csaknem ötven rendőrre és biztonsági emberre volt szükség ahhoz, hogy távol tartsák tőle a tiltakozókat, akik megpróbálták leköpni a színészt. Chan úgy nyilatkozott, szavait kiragadták a szövegkörnyezetből és nem állt szándékában megbántani Tajvan népét, már csak azért sem, mert felesége is tajvani származású.
A 2008. évi nyári olimpiai játékok előtt az olimpiai láng váltófutásával kapcsolatban Chan elítélte azokat a demonstrálókat, akik megpróbálták megszakítani illetve megzavarni a láng útját a kínai kormánnyal kapcsolatos sérelmeik (Tajvan jogállása, emberi jogi sérelmek) miatt. Figyelmeztette a demonstrálókat, hogy nem fogja hagyni, hogy megzavarják a fáklyával való futás közben, és úgy nyilatkozott, hogy szerinte a tüntetők csupán reflektorfénybe szeretnének kerülni: „Indokolatlanul művelik mindezt. Csak a tévében akarnak szerepelni”, bekerülni a híradásokba. Chan szerint Kína változik, fejlődni próbál, és az olimpia remek lehetőség a számára, hogy megnyíljon a világ előtt és kölcsönösen tanulhassanak egymástól. Úgy vélte, Kína tanulni szeretne a világtól és egyúttal tanítani is a világot a saját kultúráját illetően.
2009. április 18-án egy, az Ázsia kreatív iparának lehetőségeivel foglalkozó fórumon Chan úgy nyilatkozott, hogy „a tíz év alatt, mióta Hongkong visszakerült Kínához, lassacskán úgy veszem észre, nem biztos, hogy jó dolog a szabadság.” Azt is hozzátette, hogy úgy érzi, Hongkong és Tajvan is kaotikus állapotban van és „minket kínaiakat irányítani kell. Ha nem irányítanak minket, azt csinálunk, amit akarunk.” Ezen felül panaszkodott a kínai áruk minőségére is, a kínai kormányt azonban nem kritizálta azért, mert betiltották Leszámolás Tokióban című filmjét. Chan megjegyzései prominens hongkongi és tajvani törvényhozók ellenszenvét vívták ki, egyikük szerint Chan inzultálta a kínai népet: „a kínai emberek nem holmi házi kedvencek [akiket irányítgatni kell].” A hongkongi turisztikai hivatalhoz 164 panasz érkezett Chan kijelentései miatt. Chan egyik szóvivője szerint a színész nem a kínai társadalomra utalt a szabadság tekintetében, hanem a szórakoztatóiparra és úgy vélte, hogy bizonyos rosszakaró személyek „szándékosan értelmezték félre” a színész szavait.

## Magánélete
Jackie Chan 1980-ban rövid ideig randevúzott Teresa Teng tajvani énekesnővel. 1982-ben vette feleségül Lin Feng-csiao (Lin Feng-jiao) (ismertebb nevén Joan Lin) tajvani színésznőt. Ugyanebben az évben született meg fiuk, Jaycee Chan, aki mára maga is színészettel és énekléssel foglalkozik.
Chan hét nyelven beszél – többek között thai, kantoni, mandarin és angol nyelven, illetve kisgyermekkorában még franciául is tudott – bár az olvasás és az írás nem az erőssége, ezért gyakran mások fogalmaznak helyette írásban.

## Díjak és elismerések
Jelentősebb díjai betűrendben:
- American Choreography Awards
  - Innovátor-díj (2002)
- Asia-Pacific Film Festival
  - Életmű-díj (1993; 39 évesen)
- Blockbuster Entertainment Awards
  - Kedvenc kettős akciófilmben (Chris Tuckerrel a Csúcsformában-ért, 1999)
- Cinequest San Jose Film Festival
  - Maverick Tribute Award (1998)
- Golden Horse Film Festival
  - Legjobb színész (Rendőrszotri 3, 1992)
  - Legjobb színész (Kemény halál [Zhong an zu], 1993)
- Golden Rooster Awards
  - Legjobb színész (Újabb rendőrsztori, 2004)
- Hollywood Film Festival
  - Az év színésze (1999)
- Hong Kong Film Awards
  - Legjobb film (Yin ji kau, 1989)
  - Legjobb akciókoreográfia (Balhé Bronxban, 1996; Wo shi shei, 1999)
- Kids' Choice Awards
  - Kedvenc akcióhős (Csúcsformában 2., 2002)
  - Kedvenc fenékbe billentő hős (A Szmokinger, 2003)
- MTV Movie Awards
  - Életmű-díj (1995)
  - Legjobb páros (Csúcsformában, Chris Tuckerrel, 1999)
  - Legjobb küzdelem (Csúcsformában 2., Chris Tuckerrel, 2002)
- Montréal World Film Festival
  - Grand Prix Special des Amériques (2001)
- Oscar-életműdíj (2016)[170]
- Shanghai International Film Festival
  - Kiemelkedő munkásságáért a kínai filmművészet terén (2005)
- World Stunt Awards
  - Taurus Honorary Award (2002)

## Magyarul megjelent művei
- Jackie Chan–Jeff Yang: Íme, Jackie Chan. Akciófilm az életem; ford. Edelényi Gyula; Lunarimpex, Bp., 1999
- Jackie Chan–Zhu Mo: Csúcsformában; ford. Madaras Réka, Papp Melinda; Kossuth, Bp., 2018

## Fordítás
- Ez a szócikk részben vagy egészben  a   Jackie Chan című angol Wikipédia-szócikk ezen változatának fordításán alapul.  Az eredeti cikk szerkesztőit annak laptörténete sorolja fel. Ez a jelzés csupán a megfogalmazás eredetét és a szerzői jogokat jelzi, nem szolgál a cikkben szereplő információk forrásmegjelöléseként.

### Ajánlott irodalom
- Chan, Jackie; Yang, Jeff. Íme, Jackie Chan – Akciófilm az életem. Lunarimpex Kiadó Bt., 1999. ISBN 978-963-9219-02-1
- Boose, Thorsten; Oettel, Silke. Hongkong, meine Liebe – Ein spezieller Reiseführer. Shaker Media, 2009. ISBN 978-3-86858-255-0
- Boose, Thorsten. Der deutsche Jackie Chan Filmführer. Shaker Media, 2008. ISBN 978-3-86858-102-7
- Chan, Jackie, and Jeff Yang. I Am Jackie Chan: My Life in Action. New York: Ballantine Books, 1999. ISBN 0-345-42913-3. Jackie Chan's autobiography.
- Cooper, Richard, and Mike Leeder. 100% Jackie Chan: The Essential Companion. London: Titan Books, 2002. ISBN 1-84023-491-1.
- Cooper, Richard. More 100% Jackie Chan: The Essential Companion Volume 2. London: Titan Books, 2004. ISBN 1-84023-888-7.
- Corcoran, John. The Unauthorized Jackie Chan Encyclopedia: From Project A to Shanghai Noon and Beyond. Chicago: Contemporary Books, 2003. ISBN 0-07-138899-0.
- Fox, Dan. Jackie Chan. Raintree Freestyle. Chicago, Ill.: Raintree, 2006. ISBN 1-4109-1659-6.
- Gentry, Clyde. Jackie Chan: Inside the Dragon. Dallas, Tex.: Taylor Pub, 1997. ISBN 0-87833-962-0.
- Le Blanc, Michelle, and Colin Odell. The Pocket Essential Jackie Chan. Pocket essentials. Harpenden: Pocket Essentials, 2000. ISBN 1-903047-10-2.
- Major, Wade. Jackie Chan. New York: Metrobooks, 1999. ISBN 1-56799-863-1.
- Moser, Leo. Made in Hong Kong: die Filme von Jackie Chan. Berlin: Schwarzkopf & Schwarzkopf, 2000. ISBN 3-89602-312-8.
- Poolos, Jamie. Jackie Chan. Martial Arts Masters. New York: Rosen Pub. Group, 2002. ISBN 0-8239-3518-3.
- Rovin, Jeff, and Kathleen Tracy. The Essential Jackie Chan Sourcebook. New York: Pocket Books, 1997. ISBN 0-671-00843-9.
- Stone, Amy. Jackie Chan. Today's Superstars: Entertainment. Milwaukee, Wis.: Gareth Stevens Pub, 2007. ISBN 0-8368-7648-2.
- Witterstaetter, Renee. Dying for Action: The Life and Films of Jackie Chan. New York: Warner, 1998. ISBN 0-446-67296-3.
- Wong, Curtis F., and John R. Little (eds.). Jackie Chan and the Superstars of Martial Arts. The Best of Inside Kung-Fu. Lincolnwood, Ill.: McGraw-Hill, 1998. ISBN 0-8092-2837-8.